# Protection and Indemnity
Unter Protection and Indemnity, kurz P&I (deutsch Schutz und Entschädigung) versteht man in der Seeschifffahrt eine Transportversicherung gegen Risiken, die einem Schiff zustoßen können. Die Versicherung geschieht über sogenannte P&I-Clubs, die diese Risikoabsicherung gemeinschaftlich aus den Umlagen der so versicherten Reeder bestreiten.

## Einzelheiten
Mit einer P&I-Versicherung werden Schiffe gegen Risiken, die nicht unter den Regeln der Lloyd's Policy und deren Institute Cargo Clauses (ICC) gedeckt sind, versichert. Die Versicherung ist in zwei Bereiche geteilt, Schutz (englisch protection) und Entschädigung (englisch indemnity).
Im Bereich Schutz werden vom P&I-Club zum Beispiel vom Schiff (außer bei Kollision) verursachte Schäden an anderen Schiffen und vom Schiff verursachte Schäden an allen Arten von feststehenden Objekten beglichen, Ansprüche aus Verlusten von Menschenleben, Körperverletzungen oder anderen zivilrechtlichen Ansprüchen gedeckt und Aufwendungen für die Hebung oder Entfernung des Wracks eines versicherten Schiffes bezahlt. Unter den Bereich Schutz fallen des Weiteren die Rückerstattung eines Viertels des Anspruches aus einer vom Schiff verursachten Beschädigung an einem anderen Fahrzeug (auch bei Kollision) und eine Beteiligung an Ladungsschäden in einer Havariegrosse, wenn sie durch fahrlässige Navigation des Schiffes hervorgerufen wurde.
Der Bereich Entschädigung umfasst unter anderem Ladungsbeeinträchtigungen und Beschädigungen, wenn diese im Konnossement anerkannt wurden, Ladungsverluste in einer Havariegrosse durch ein seeuntüchtiges Schiff, Geldstrafen aus Zollvergehen oder Verletzung von Einwanderungsbestimmungen.
Die P&I-Clubs bestreiten ihre Ausgaben aus einer Umlage der Mitglieder, die sich nach der Bruttovermessung der versicherten Schiffe richtet. Die Umlage teilt sich in eine Vorauszahlung, aus der zunächst alle laufende Verfahren bearbeitet werden, und einer Ergänzungsumlage beziehungsweise einer Rückzahlung nach der Abrechnung der Verpflichtungen des abgelaufenen Jahres.